# いたずらな24時
『いたずらな24時』（いたずらな24じ）は、宮脇ゆきのによる日本の漫画作品。宮脇ゆきの第8シリーズ目の作品で、『ちゃお』（小学館）にて1999年2月号から同年7月号まで連載された。
前作の『神様のミステイク』でそれまでスポーツ漫画中心であった宮脇の作品が、ラブコメディに移行してきた。そして、当作品は連載作品として初の本格的ラブコメディ作品になるとともに、これ以降登場する男子には芸能人という設定が多く採用されていく。

## 登場人物
桜井 若菜（さくらい わかな）
主人公。両親は転勤で北海道に在住し帰るはずだったがそれが延期となり、姉はまもなく海外へ留学のため親の意向に逆らいマンションを借りて一人暮らしをする。そこで管理人である澤木拓斗に出会う。
澤木 拓斗（さわき たくと）
17歳でありながら、俳優で且つマンション管理人を務める。若菜の理想の少年である。芸能人であることから変装していることがしばしばあり若菜との初対面ではきわめて地味な格好での遭遇であった。その後香月麻緒と交際が明らかになり（後に事務所が勝手に発表したものと分かる）若菜と三角関係に陥ってしまう等の波乱に遭遇していく。
牧野 裕基（まきの ゆうき）
若菜の先輩。弓道部所属。女子に人気が高く、各学年にファンクラブが存在する。若菜が拓斗とのつきあいを知ると三角関係に発展し拓斗と対立する。
香月 麻緒（こうづき まお）
拓斗が好き。女優。若菜との同居を知ってしまった一人である。

## 補足
1. ↑  もっとも、『神様のミステイク』はスポーツ漫画の要素も兼ね備えてはいた。